# 3291 Dunlap
3291 Dunlap è un asteroide della fascia principale. Scoperto nel 1982, presenta un'orbita caratterizzata da un semiasse maggiore pari a 3,1455987 UA e da un'eccentricità di 0,1040710, inclinata di 1,99971° rispetto all'eclittica.